# 0時の鐘とシンデレラ〜Halloween Wedding〜
『0時の鐘とシンデレラ〜Halloween Wedding〜』（れいじのかねとシンデレラ）は、QuinRoseより2013年5月23日に発売されたPSP用恋愛アドベンチャーゲーム（乙女ゲーム）で、シンデレラ（灰かぶり姫）をモチーフとした『12時の鐘とシンデレラ〜Halloween Wedding〜』（じゅうにじのかねとシンデレラ　ハロウィンウエディング）3部作の3作目。

## 概要
シリーズ通称“鐘シン”の“0時”の省略型で呼ばれている本作は、2作目“24時”同様に1作目“12時”等のその後を描く続編ではなく、主人公を長女―エリーゼに交代して前2作とはまた違ってはいるが同時進行していたある出来事が描かれる。モチーフの童話と同じく必死に衣装を工面した主人公が、姉妹揃って舞踏会へ出席する流れのみ前2作と共通。しかしメインはエリーゼだけが知るモーガン家の秘密と、スカーレット家没落の真相となる。主人公の交代で攻略キャラクターは再び一新、前主人公達家族は勿論、かつての攻略キャラクターも一部はサブキャラクターとして、あるいはサブキャラクターから攻略キャラクターへと昇格して登場している。
2015年5月21日には『12時の鐘とシンデレラ　シンデレラシリーズ・トリプル全巻パック』のタイトルで、シリーズ3作を1本に纏めた愛蔵版がPlayStation Vitaにて発売された。

## あらすじ
人間とモンスターが共存する国―“ハロウィンワールド”。没落貴族の長女―エリーゼ＝スカーレットは、スカーレット家が資産家から一転して借金持ちとなり下町のアパートへ移り住んで間もなく、実父の夢を見た事でその死に纏わる疑問を再燃させていた。エリーゼの少女時代に起こった実父の事故死…、それがただの馬車の接触事故というのは表向きで、真の原因は害獣の飛び出しによるものであった。偶然現場を目撃したものの、真相が隠蔽されていた事でずっと1人黙して来たエリーゼだったが、遂に真実と向き合う決心を固め、モンスター達との交流に乗り出す。折しもモンスターの友人―アスティン＝マーロウの厚意で、正体を曖昧にするマジックアイテム―ブレスレットを貰ったエリーゼは一路、モンスター街へと向かう―――。

## 登場人物
エリーゼ＝スカーレット（ELISE=SCALET） / 旧姓：モーガン
今作の主人公。名前のみ変更可能。1作目と2作目の主人公達―オデットとロザリアの姉（オデットにとっては義理の長姉）。今作では声なし。
ファティマ似の瞳の色と垂れ目具合で、家族一おっとりぼんやりした性格、と見られがちだが一番冷静でドライ。なまじ観察力もある分、天然で毒を吐く事も。外見と中身のギャップを自覚して利用する図太さやマイペースさで交渉事にも強く、市場の値切り交渉はお手のものという強かさを持つ。
婚約者―スペンサーが居るものの財力や身分の差が大きい為、話が停滞しているのを白紙撤回待ち状態と認識しており、スカーレット家の窮状にもスペンサーを頼るつもりはない。実妹―ロザリアのひたむきさに引っ張られ、家族の力だけでは無理と分析する客観性を持ちつつも、家の復興を目指す。ファティマ同様に裁縫が得意で、再没落後は以前と同じ貴族令嬢―ブリジットとグラディスの姉妹に刺繍を教える仕事に戻ったが、実質の業務内容は話し相手。
幼少期はロザリアのように勝気で物おじせず、はきはき話す子供だったが、後の少女の頃に実父の事故死現場を目撃したショックで数日間寝込み、目覚めると原因が改竄されていた事で家族にすら全てを黙秘して今に至る。
結果無力さに対して敏感になり、貴族の子女としては変わった習い事だが、スカーレット家入りしていた一時期以外はずっと剣術道場に通い続けている。あから様な蔑視はしないが、実はモンスターへの苦手意識を密かに抱えている。また家族愛も強く、特に妹達には自分でも認める程のシスコン振り。
ストレートの長髪をサイドにストライプのリボンをあしらった髪留めで高く結い上げたポニーテールにしており、緑と白を基調にした詰襟のドレスを普段着にしている。貴族としてはやや嫁き遅れな年齢であると自身を捉えている為、派手な服飾は好まない。左胸元に鍵モチーフのブローチを留め、耳にドレスど同色のリボンモチーフのイヤリングをしている。
幼少期にある人物と邂逅し、それから20余年経過していると名言されているため、20歳は過ぎている。

### 主なキャラクター
レイナルド＝ハロウィン（REYNALD=HALLOWN）
声 - 草尾毅
人間との仲介役を務める者として、主人公がカフェでアスティンより紹介を受けたモンスター。その立場から、事故の一件について尋ねたい主人公は後に街中で再会した際、度々会いたいと申し出る。結局数回のデートの後、レイナルドの提案からお試しで恋人付き合いをする運びとなるが、レイナルドは魔王―ハロウィンであり事故の隠蔽を指示した人物であった…。精霊系の最強モンスターとして全モンスターを従え、炎を自在に操る以外にも数々の魔法を使う。しかし自己顕示欲は薄いのか一匹狼タイプなのか、極一部にしか自身の身分が分からないよう印象操作の魔法を掛け、公式な場でしか魔王の名乗りは挙げない。この国の王族を、大層気に入っている。
肩下まで伸びたロングヘアは鮮やかな橙色、紺のロングコートの所々や帽子にはカボチャやコウモリの意匠がある。長身に鋭い目付きで口は悪いが、褒め言葉や口説き文句を下心や気負いなく口に出来る老成さを感じさせ、以前から実は思い入れを抱いていたらしい主人公には初期から好意的に接してあっさりとそれを伝えている。“12時”でもサブキャラクターとして登場。
スペンサー＝ヘンドリック（SPENCER=HENDRICK）
声 - 中田譲治
主人公の婚約者。主人公のモーガン家時代―まだ少女だった時分に家の安定目当てで婚約したものの、スカーレット家入りした事で話が止まってしまい、更に現在では財力・地位に格差があり過ぎるので話が進む筈はないと思われている。しかし主人公の周囲にしばしば姿を現し、婚約撤回を申し出るとはぐらかされて会う回数ばかりが増え、主人公を気に入っているかのような発言をする。中流貴族の出でありながら王子の側近まで登り詰めた辣腕として、一部上流階級では有名な遣り手だが、王子本人にとってはうるさいお目付け役の説教係。知的な頭脳派だが上昇志向の強いハングリー精神の持ち主で、皮肉屋。世間体に敏感でもあり、自身の外見や主人公との年齢差、甘党な事を気にする。魔法使いでもモンスターでもない人間だが、剣の腕はそれなりで年齢操作以外にも魔を操る野心家であり、アスティンに言わせれば冷酷な恐ろしい人物らしい。
アンダーリムのスクエア型眼鏡にきっちり撫で付けた髪、黒を基調とした仕立ての良いスーツの左胸ポケットには、不似合いな可愛らしい男の子の人形―王子を模したものを常に入れている。王子人形には王子を探査するものと、人形の特徴を暈すものの2つの魔法が掛けられていて、爆弾にもなっているとは本人の談。主人公の実父より年上という、一回り以上年の離れた初老手前の紳士。だがマジックアイテムである細い銀のチェーンのブレスレットを身に着ける事で、自身のある一時期の青年姿に戻る事が可能。ただこの魔法は外見のみのまやかしではなく、記憶以外の性格や身体能力まで若返ってしまうので、変身時にはやや口数が多く挑発的な性格になる。“24時”でもサブキャラクターとして登場。
アスティン＝マーロウ（ASTIN=MARLOW）
声 - 関俊彦
主人公の剣術道場仲間で、長年の友人モンスター。人間とモンスター間の親善の証として、唯一爵位を与えられたモンスター貴族。しかし人間との共存反対派のモンスターには疎まれ、モンスターに理解のない人間貴族には不気味がられている。本人は何事にも無関心で立場についても気にしていないが、自領をモンスター街―モンスター達の主な居住区域として提供したりその安定に務め、またレイナルドに忠実でありながらも個人的な面まで気に掛ける等、やや世話焼きでもある。但しその立場が災いし、共存反対モンスターの過激派の一部はアスティンを仲間に引き入れようと考えている。異種族ではあるが主人公の事も気に入り、さり気なく観察している様子。以前助けた縁で、ラルフにも慕われている。頼まれて買い物に付き合ったのをきっかけに、謎のストーカー対策で主人公は恋人の振りをする事になる。
暗い色のロングコートに肩まであるストレートの髪の、すらりとした青年姿に人間との相違点は見受けられない。が、常に大きな十字架型の大剣を背負っており、剣にはデフォルメされた白いお化けのような謎の生き物が纏わり付いている。いつもアスティンと一緒なこのお化けは時折『きゅっ！』と鳴き表情もあるが、主人公にはその発言内容は毎回謎。力を司る精霊系モンスターで非常に怪力である為、マジックアイテムである包帯を手に巻く事で常に抑制している。
エルマー＝イングラム（ELMER=INGRAM）
声 - 緑川光
ブリジット達の友人の青年貴族で、グラディスの想い人。主人公がブリジット達に付き合わされた友達作りのピクニック（という体裁の合コン）等で度々同席するが、邪気なく下町を見下す・ひたすら没落を憐れむ発言を連発しながら主人公へ積極的に話し掛けて、主人公から内心の不興を買う。実際は親に押し付けられた中流貴族としての生き方と“ノブレス・オブリージュ（高貴なる者の義務）”を理想とする優しさとの間で迷い、下町の人々への接し方に悩んで、中流貴族以外の生活に興味を抱いている。それにより好奇心旺盛で、下町代表の主人公に加え、モンスターについても知ろうとラルフも追い回して、結局バーの常連に収まってしまう。また、何故か節々でオデットについて詳し気な様子を見せる。
というのも、イングラム家はスカーレット家の遠縁の親戚に当たり、グラハムの葬儀に参列し、オデットからスカーレット家没落直後に援助を求める手紙を受け取る程には交流がある。家には両親の他、オデットと同年代の妹が1人いる。
眼鏡を掛けた線の細い風情、貴族を意識しての上等な仕立ての服飾に可愛い狐の襟巻で、一見するとやんわりとした世間知らずな印象。だが剣の腕にも社交術にも長けて察しが良く、主人公やラルフのスルーにもめげない根性、モンスター街にも躊躇いなく踏み込むチャレンジ精神を持つ事から、エルマー憧れのスペンサーには将来を有望視されて親交を持っている。
ラルフ（RALPH）
声 - 森久保祥太郎
狼のモンスター。念願の自分のバーが、モンスター街の祭りの当日予定で開店間近というバーテンダー兼店主。粗野でざっくばらんな口調に発言そのものもつっけんどんだが、人（？）は良く世話焼き。修行先である酒場前でぶつかった際に主人公が落としたハンカチ探しを手伝ったのを皮切りに、バーの開店準備を手伝わせてくれるようになる。かつての恩からアスティンに懐いており、レイナルドとも顔見知り。また中盤には、エルマーにも押し切られて親交を持つようになる。
尻尾と耳を隠せる程の魔力がない動物系モンスターであり、狼なので月＝丸いものが大好きで満ち欠けに影響され易く、満月の日は1度気が昂ぶってしまうと鎮めるのに時間が掛かり、逆に新月の日には疲労が溜まっていると魔力が弱って人型を保てなくなる場合もある。容姿の所為ですぐにモンスターと勘付かれ、常に人間から理不尽に絡まれているので、人間を目にすると嫌悪感を剥き出しにする。共存反対モンスターの過激派トップ―ジャックと親密な事から同じ一派と見られがちだが、意外と冷静に2種族を観ていて実質は中立派。脚力や腕力が強い。爪や犬歯が鋭く、あちこちにある古傷や耳を誤魔化せるフード付きのファーをあしらったジャケットを着用。
ロイ＝ディフェンタール（ROY=DIEFENTHAL）
声 - 岡本信彦
下町をお忍びで訪れている、貴族の青年。良くいえば素直だが悪くいえば完全な箱入りで、その強い好奇心から下町や主人公は気に入られ、そのまま色々と案内する流れとなる。しかし何故か、主人公が忍び込んだモンスター街のある屋敷で再会、共に盗み聞きをする事になる。いつも明らかに忍んでいない豪奢な服飾で護衛すら巻いて抜け出しているが、協力者である悪友の魔法により正体そのものを曖昧にしているので、身分柄つきものな誘拐や暗殺といった危険はあまりないらしい。実はこの国の人間側の王子で、オズウェルの雇い主。
右サイドの髪がやや長く、常に高位の貴族らしい高価な装飾品や特製の衣服―豪勢な真紅のコートを身に着け、ステッキを手にしている姿は明らかに市場で浮いているものの、本人は全くの無頓着。“12時”でのみ正規攻略キャラクターとなり、本作ではサブイベントのみ。
オズウェル＝サヴァレ（OSWELL=SAVALE）
声 - 津田健次郎
モンスター街の酒場で主人公が出会った、魔法やマジックアイテム通の男性。人間と思われるののに何故か酒場の馴染みで、他国や学問にも明るい知識人。主人公が忍び込んだモンスター街のある屋敷に何故かロイと潜入しており、再会してしまう。柔らかく波打つ金髪に整った顔立ち、理知的な風情で女性にはモテるが、本人は恋愛よりも探究の虜。“24時”でのみ正規攻略キャラクターとなり、本作ではサブイベントのみ。占いで主人公が舞踏会へ行くための靴を入手できる場所を伝える役割を担う。

### その他
ファティマ＝スカーレット（FATIMA=SCALET） / 旧姓：モーガン
声 - 寺田はるひ
主人公の母。主人公の実父との死別後は女手1つで主人公とロザリアを育て上げ、下町で母娘3人慎ましく暮らしていたが、中流貴族で資産家のグラハムと再婚。しかしスカーレット家の新たな女主人の座に馴染む間もないまま、再び未亡人となってしまう。おっとりとして品のある女らしい人ではあるが、娘達への深い愛情と理解力、手抜きなく貴族の教養を仕込む芯の強さを持つ。特技は料理と裁縫で、後者は仕事としてグレイシア夫人を始めとした上流階級の婦人・令嬢方に教えてもいる。だが見た目や特技に反して家事はあまり好きではないらしい、根っからの職業婦人。豊かな髪を捻り、黒いリボンで後部に一纏めにしており、茶のドレスに白いエプロン姿がデフォルト。
本作の全ルートをクリアすると娘達の物語における真相と、彼女と実の娘2人が持つある特質について知ることができる。
ロザリア＝スカーレット（ROSALIA=SCARLET） / 旧姓：モーガン
声 - 藤田咲
主人公の実妹で、3姉妹の次女。“24時”の主人公。ファティマの連れ子で、母、姉と同じ色の瞳と垂れ目の似た顔立ちだが、唯一人上がり眉かつ強気で活発な性分からかもっと勝ち気な印象を与える。情に篤く直情径行・思い立ったら即実行の熱血でお人好しな面はあるが、下町暮らしが長い事からシビアに物事を観る判断力や機転の良さも持ち、ハングリー精神溢れる点等はやや令嬢らしさに欠ける。貴族の教養にも若干自信がないらしく、仕事は没落前後で同じ中流貴族家庭のベビーシッター。母姉と同様に根っからの職業婦人で働くことが板に染み付いており、家事は好まないものの家事能力は高く主人公から評価されている。
主人公同様、婚約者は居るものの家の没落によって話は停滞しており、スカーレット家の窮状にも相手を頼るどころか、あまり話題にさえ上げたくない仲らしい。
ファティマや主人公より髪は癖っ毛。性格の影響か若さ故か、黄緑と白を基調としたスカート丈の短いドレスに茶のブーツで動き易さを重視していると思われる服装。母や姉と比べるとドレスの襟やスカート部位のフリルが多くデザインが華やか。
主人公によると、「もう少女ではなく大人の女性」と言える年齢。
オデット＝スカーレット（ODETTE=SCALET）
声 - 大久保瑠美
主人公の義妹で、3姉妹の三女。“12時”の主人公。グラハムの連れ子で、唯1人残った正当なスカーレット家後継者にして生粋の貴族令嬢。早くに他界した実母に変わって、女主人として屋敷を切り盛りしていた経験からか、性格は祖父似のドライなリアリスト。血縁はないが、主人公と考え方が似ている。結婚適齢期に達してはいるが、まだ少女と呼べる年齢。
ひとりっ子の社交界育ち故か貴族としての教養や処世術に長け、何でも大体は卒なくこなすが自尊心や警戒心も強く、再婚からグラハムの死まではモーガン一家を完全に財産目当てと決め込んで全く信用していなかったが、ファティマ達がオデットを微塵も家族と疑わず、とことん苦楽を共にする覚悟だと知った事で全幅の信頼と愛情を寄せてくれるようになる。下町では最年少かつ就業経験がない事から家内の全家事の担当となり、財政事情による毎日同じ献立―豆スープの味付けを工夫する事に余念がない。
ロングストレートの金髪と空色の瞳、細身の体にはピンクと白を基調としたエプロンドレスが常の服装。主人公達との血の繋がりは全くないので、当然ながら容姿に主人公との共通点はない。
初めて市場での買い物に一緒に行った主人公の値切り交渉の巧みさに舌を巻く。当初は主人公に見た目通りのおっとりした印象のみを抱いていたが、後に「決める時は決める人」と評するようになり、とあるルートで言葉にしている。

グラハム＝スカーレット
資産家貴族―スカーレット家の前当主。馴れ初めは謎ながらファティマとの順調な交際の後に再婚、主人公の義父となった。娘達に過度の贅沢も上流階級の付き合いも押し付けない物分りの良い父であったが、馬車の事故で急死。地方貴族に過ぎなかったスカーレット家を一代で王城近くに邸宅を構える有力貴族にまでのし上げた祖父程の辣腕ではないものの、その財を減らす事なく堅実に運営していた遣り手と思われていたが、死の前に無理な投資をしていた事が発覚。その死によって大赤字を負わせ、主人公達に家屋敷を処分してもまだ借金が残る下町生活を余儀なくさせてしまう。
ブリジット、グラディス
主人公の没落時の仕事先の貴族令嬢。姉妹に刺繍を教えるのが主人公の本来の仕事だが、2人共淑やかには程遠い性格なので、実質の業務内容は話し相手。2人とも主人公より少し年上。
しかしモーガン家時代とは違い、1度でも主人公が自分達よりも財力が上のスカーレット家入りしたのを根に持ち、現在は『あなたを妹のように思ってるの』と姉貴面をして何かと無理難題や嫌味を吹っ掛けるという嫌がらせをして、『本物の意地悪姉さん』と主人公に思わせる。小者然とした嫌がらせだけで金払いは良く、主人公には笑顔で流されながら時に小さくやり返されている。
しかしながら、主人公が体調を崩して仕事を休むと見舞いを送ってきたり、本心から主人公を悪く思っているわけではない。
メイド曰く、実はスカーレット家入りにより、社会的地位が自分達より上になった主人公に戸惑い、接し方が分からなくなったため嫌味や嫌がらせで接するようになってしまった。姉妹揃って不器用。箱入りかつ世間知らずでもある。
姉―ブリジットは年上好きで、好みのタイプは青年姿のスペンサー。妹―グラディスは少女向け恋愛小説が好きで護身としての剣術の嗜みがあり、好みは優し気なエルマーがタイプ。
ブリジットは姉らしくグラディスの思い込みや行動を嗜めることがあり、家では同じく姉である主人公は共感したり妙な連帯感が生まれることがある。

## 作中用語
12時の鐘とシンデレラ〜Halloween Wedding〜の作中用語の項目参照

## テーマソング

### オープニングテーマ曲
『0時の鐘とシンデレラ〜Halloween Wedding〜』
歌 - リツカ / 作詞 - 五月攻 / 作曲 - アサヒナユウ

### エンディングテーマ曲
『フィナーレの鐘』
歌 - リツカ / 作詞 - 五月攻